# Alexander von Danckelman
Alexander Sylvester Flavius Ernst von Danckelman, född 24 november 1855, död 30 december 1919, var en tysk geograf och meteorolog.
Danckelman var 1878-81 föreståndare för meteorologiska byrån i Leipzig, bereste Kongoriket och Angola. 1886-90 var Danckelman generalsekreterare i Gesellschaft für Erdkunde i Berlin, och blev senare medlem i Tyska rikets kolonialdepartement, inom vilket han främst behandlade geografiskt vetenskapliga frågor.